# Hentzia tibialis
Hentzia tibialis är en spindelart som beskrevs av Bryant 1940. Hentzia tibialis ingår i släktet Hentzia och familjen hoppspindlar. Inga underarter finns listade i Catalogue of Life.